# Adriana Pennino
Adriana Pennino (nell'originale inglese Adrian Pennino) coniugata Balboa, (Filadelfia, 10 marzo 1950 - Filadelfia, 11 gennaio 2002) è un personaggio immaginario della saga cinematografica Rocky, interpretata dall'attrice Talia Shire. Compare nei primi cinque film della saga, mentre per il sesto e ultimo film Rocky Balboa del 2006, l'attrice, in accordo con Sylvester Stallone, ha deciso di far morire il personaggio per poter dare maggiore drammaticità al film e a Rocky stesso.

## Storia

### Rocky
Nel primo film della saga, Adriana è una timida ragazza di quasi 30 anni che lavora in un negozio di animali, e conosce Rocky tramite il fratello Paulie Pennino, amico del pugile. I due iniziano a frequentarsi, ma lei non sembra condividere la decisione di Rocky di accettare la sfida lanciatagli da Apollo Creed. Tuttavia resta al suo fianco, raggiungendolo sul ring alla fine dell'incontro con Apollo.

### Rocky II
Nel secondo film, Adriana sposa finalmente Rocky con una semplice cerimonia e rimane incinta. Anche stavolta non condivide la futura rivincita tra Apollo e Rocky ma, dopo il parto, a seguito del quale trascorre un breve periodo in coma, prende la decisione di sostenere il marito.

### Rocky III
Nel terzo film della saga, il nome non viene più tradotto, mutando anche nella pellicola in italiano nell'originale Adrian: in questo episodio non compie azioni di particolare rilievo, e sembra essere messa da parte in alcuni momenti della vicenda, che prevede particolari situazioni come la morte di Mickey e la cruciale rivincita tra Clubber Lang e Rocky. Anche se è proprio lei a spronare il marito, incitandolo a credere in sé stesso e nella rivincita con Lang.

### Rocky IV
Nel quarto capitolo della serie, Adriana inizialmente non approva che Rocky raccolga la sfida lanciatagli da Ivan Drago, ma poi deciderà di sostenere il marito e lo seguirà fino in Russia.

### Rocky V
Nell'ultimo film della serie in cui appare, Adriana vive una situazione familiare apparentemente più tranquilla, anche perché Rocky non combatte più, ma segnata da molti contrasti col figlio Robert. Quando si rende conto della precaria situazione economica familiare, torna ad abitare insieme ai congiunti nella casa in cui viveva con suo fratello prima di sposare Rocky, riprendendo a lavorare per necessità.

## Carattere del personaggio
Nel corso della saga Adriana è piuttosto vicina per atteggiamento alla moglie di Apollo Creed, mentre si contrappone totalmente, per carattere, alla moglie di Ivan Drago, Ludmilla Vobet Drago (Brigitte Nielsen).
Sebbene Adriana sia molto timida, soprattutto nel primo film, in realtà è una donna energica, frustrata però dalla sua vita e dal fratello Paulie, che si sfoga con lei per la sua vita non realizzata. Adriana acquista grinta grazie al fidanzamento con Rocky, mantenendo tuttavia la sua bontà e gentilezza. È sempre presente a consolare il marito e a dargli forza nei momenti più cruciali dei suoi incontri sul ring e per strada. Esemplari sono i suoi discorsi d'amore dopo la depressione di Rocky per la morte di Mickey e di Apollo, e in seguito al tradimento dell'allievo Tommy Gunn.